# 弗日
弗日（法語：Feuges，法語發音：[føʒ]）是法国奥布省的一个市镇，属于特鲁瓦区。

## 地理
弗日（48°23'51"N, 4°6'36"E）面积10.99 平方千米，位于法国大東部大區奥布省，该省份为法国中北部省份，北起马恩省，西接塞纳-马恩省，西南至约讷省，东南至科多尔省，东临上马恩省。
与弗日接壤的市镇（或旧市镇、城区）包括：欧布泰尔、沙尔蒙苏巴尔比斯、梅尔热、塞纳河畔圣伯努瓦、圣莫尔、瓦伊。

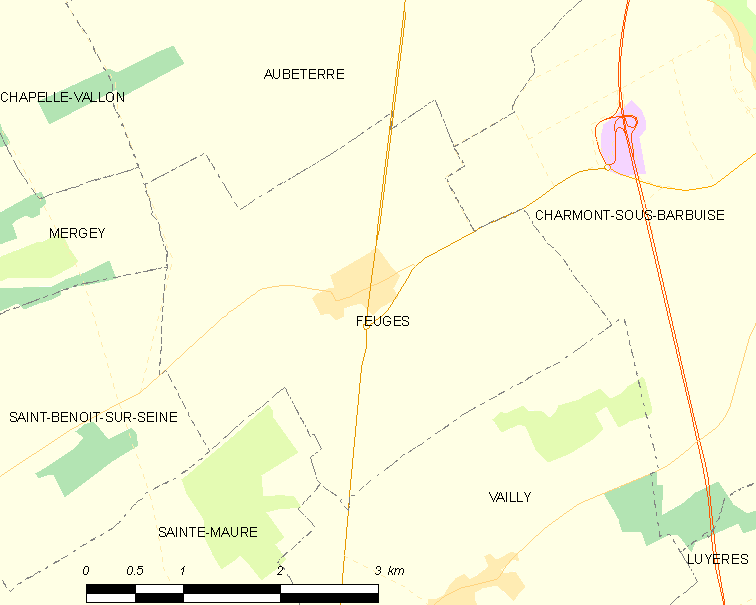
弗日的OSM定位图

弗日的时区为UTC+01:00、UTC+02:00（夏令时）。

## 行政
弗日的邮政编码为10150，INSEE市镇编码为10149。

## 政治
弗日所属的省级选区为奥布河畔阿尔西县。

## 人口

1962-2008年间弗日人口变化图示

弗日于2022年1月1日时的人口数量为332人。